# باکه دانوکی
باکه دانوکی (ژاپنی: 化け狸 هپبورن: Bake-danuki) نوعی یوکای هستند که در مطالعات کلاسیک و فولکلور و افسانه‌های مکان‌های مختلف کشور ژاپن یافت می‌شوند، و اغلب با سگ راکونی ژاپنی یا تانوکی مرتبط هستند.

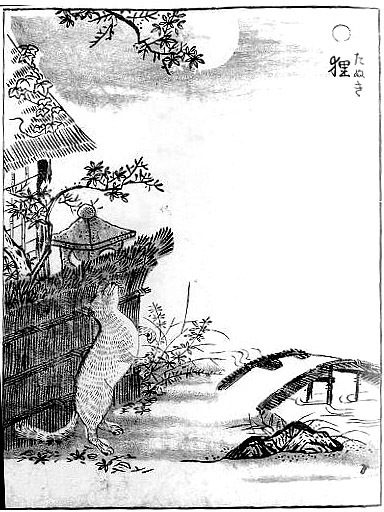
«تانوکی» در کتاب گازو هیاکی یاکو اثر توری‌یاما سکیئن

تانوکی که برخی اوقات سگ راکون نامیده می‌شود، در واقع گونه‌ای منحصر به فرد از نژاد سگ‌های آسیای شرقی است که به گورکن و راکون شباهت دارد. این حیوانات خجالتی و شب‌گرد در تمام جزایر ژاپن یافت می‌شوند. تندیس‌های تانوکی از محبوبیت بالایی در تزئینات خانه‌ها و مغازه‌های ژاپنی برخوردار هستند. اگرچه تانوکی حیوانی واقعی و زنده است، اما باکه دانوکی که در ادبیات حضور دارد، همیشه به عنوان یک حیوان عجیب، و حتی فراطبیعی به تصویر کشیده شده‌است. اولین حضور باکه دانوکی در ادبیات، در فصل مربوط به امپراتریس سویکو در کتاب نیهون شوکی است که در دوره نارا نوشته شده‌است، قطعه‌هایی مانند «در دو ماه بهار»، تانوکی‌هایی در کشور موتسو (春二月陸奥有狢), وجود دارند، آن‌ها به انسان تبدیل شده و آواز می‌خوانند (化人以歌). باکه دانوکی متعاقباً در آثار کلاسیکی همچون نیهون ریویکی و اوجی شویی مونوگاتاری ظاهر شده‌است. تانوکی با کیتسونه، یکی دیگر از شناخته‌شده‌ترین حیوان یوکای در رقابت است؛ آن‌ها توانایی دگرپیکری به چیزها یا افراد دیگر را دارند، و می‌توانند انسان را تسخیر کنند. تانوکی از توانایی‌های جادویی قدرتمندی برخوردار است. آن‌ها قدرت مشابهی در زمینهٔ تغییر شکل با کیتسونه دارند. آن‌ها طبیعتی شاد و سرخوش دارند و از حقه‌بازی با انسان‌ها لذت می‌برند.
افسانه‌های بی‌شماری از تانوکی در جزایر سادو، واقع در استان نیگاتا و شیکوکو وجود دارد، و در میان آن‌ها می‌توان به دانزابوروئو دانوکی سادو، کینچو-تانوکی و روکوئه‌مون-تانوکی از ولایت آوا (استان توکوشیما)، و یاشیما نو هاگه-تانوکی از استان کاگاوا اشاره کرد. تانوکی‌هایی که توانایی‌های ویژه‌ای داشتند نام‌گذاری شدند، و حتی سوژهٔ آیین‌ها قرار گرفتند.